# Metrisch schroefdraad

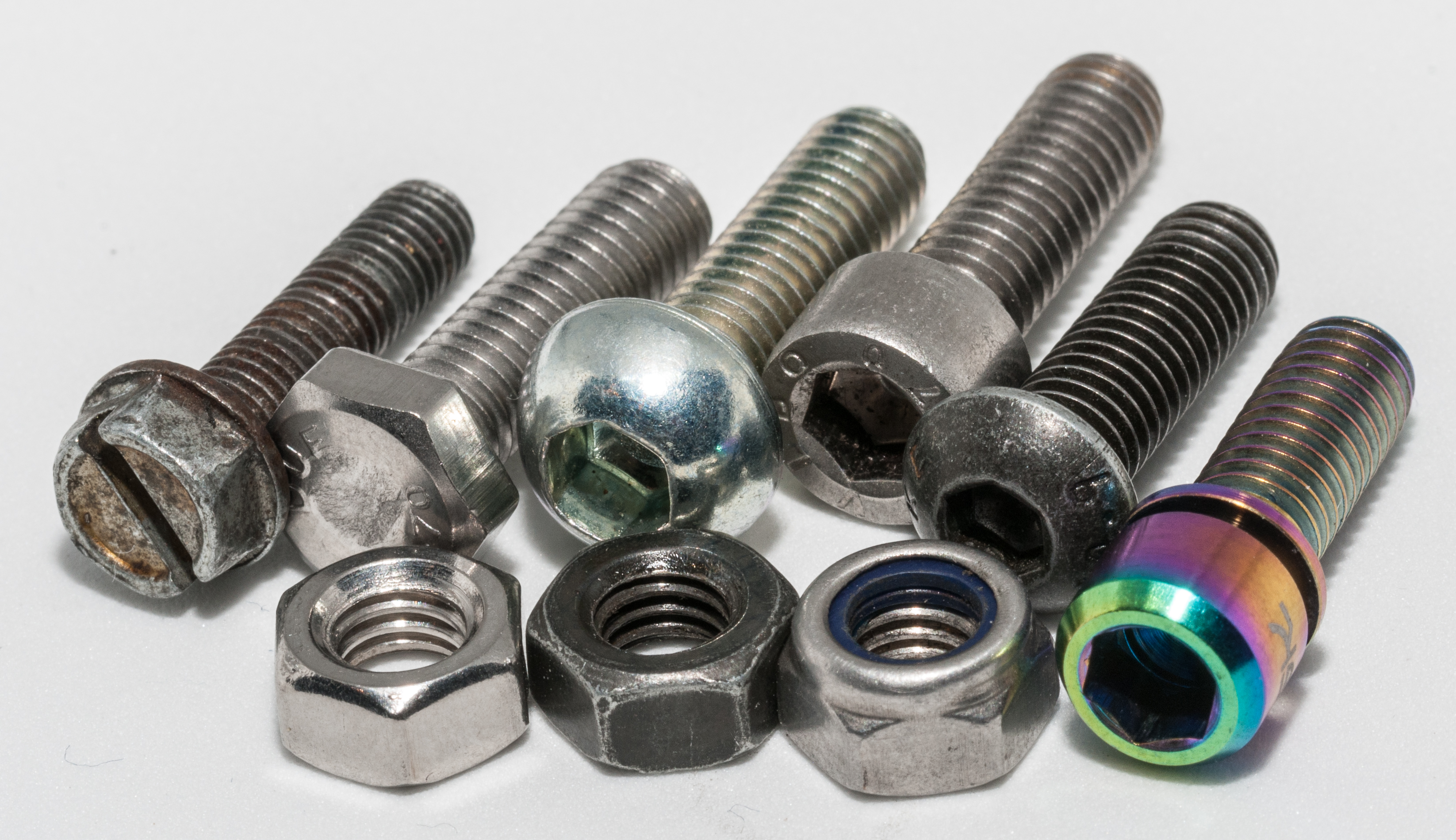
M6x20-bouten en moeren, met verschillende koppen en van verschillend materiaal

Metrisch schroefdraad is een wereldwijde ISO-standaard voor schroefdraad met metrische afmetingen en hellingen van 60°. Het vervangt de iets andere, oudere metrische schroefdraad, maar vooral de meeste schroefdraad met afmetingen in inches.

## Standaard
De standaarden ISO 1502 ISO general-purpose metric screw threads — Gauges and gauging uit 1996 en herzien en opnieuw vastgesteld in 2016,
en ISO 68-1 ISO general purpose screw threads — Basic profile — Part 1: Metric screw threads uit 1998 en herzien en opnieuw vastgesteld in 2019, beschrijven metrische schroefdraad.

## Aanduiding
Metrisch draad wordt aangeduid met de hoofdletter M gevolgd door de diameter en, gescheiden door een -, de spoed, beide in mm. Zo betekent M10-1.5 draad met een diameter van 10 mm en een spoed van 1,5 mm. De spoed kan eventueel weggelaten worden; dan heeft de spoed de standaardwaarde die genoemd wordt in  
ISO 261 en ISO 262. Schroeven en sommige moeren hebben nog een extra aanduiding van de lengte, aangegeven door een × gevolgd door de lengte in mm. Bijvoorbeeld M6×20 heeft diameter 6 mm, spoed 1,0 mm (standaardwaarde) en lengte 20 mm.
Tegen de voorgeschreven aanduiding wordt in plaats van een - vaak een × of een / gebruikt in plaats van een - om de spoed aan te geven: met M6×1.0 of M6/1.0 is dan draad M6-1.0 bedoeld, dus met een spoed 1,0 mm.

## Geometrie

Profiel van metrische schroefdraad

Metrisch schroefdraad is V-vormig en wordt gekenmerkt door de buitendiameter en de spoed P, de axiale afstand tussen twee windingen. Dwars op de schroefrichting maken de hellingen van de V een hoek van 60° met elkaar. De top van de V van uitwendig draad is afgeknot met 1/8 van de hoogte H en van inwendig draad met 1/4 van de hoogte. De diepte van de draad is 0,54125 van de spoed.